# Anders Geertsen
Anders Geertsen (født 1956 i Askov) er tidligere direktør i Videnskabsministeriet (omdøbt Uddannelsesministeriet i 2012) 
Fra 1999 til 2002 var Anders Geertsen administrerende direktør på Munksgaards Forlag, København, og herefter områdedirektør på Det Danske Filminstitut fra 2002-2008.
Den 15. marts 2008 tiltrådte Anders Geertsen stillingen som direktør i det daværende CIRIUS – styrelsen for internationalisering af uddannelser og læringsmiljøer (siden styrelsen for international uddannelse, og siden 2012 omlagt til styrelsen for universiteter og internationalisering).
Efter fusionering af styrelsen for international uddannelse og bygnings- og universitetstyrelsen i 2012, var Anders Geertsen i en kort periode vicedirektør i styrelsen for universiteter og internationalisering. 
I 2012 tiltrådte Anders Geertsen en stilling som afdelingschef i afdelingen for kundskab og velfærd i Nordisk Ministerråd.
Uddannet fra Københavns Universitet i fransk og økonomi.